# Хајдудорог
Хајдудорог (мађ. Hajdúdorog) град је у Мађарској. Хајдудорог је један од важнијих градова у оквиру жупаније Хајду-Бихар. Године 2001. 80,9% становништва Хајдудорога били су гркокатолици.
Град се налази на 47°49′С 21°30′И. Хајдудорог је имао 8.797 становника у 2014 (мање у односу на 8.888 у 2006.), са густином насељености од 89,97 људи по км². Град се налази на надморској висини од 130 м, а површина округа је 100,65 км².

## Историја
Град је један од такозваних „старих хајдучких градова“ и изгледа да је био насељен још од палеолита, али први писани записи потичу из 1301. На том подручју су пронађени археолошки остаци такозване културе бакарних секира из периода 1380–2200 пре нове ере, као и насеља скита из гвозденог доба. Гробнице из римског доба пронађене су на том подручју 1938. Сарматске, келтске и римске гробнице налазиле су се у близини цркве и чини се да је подручје у то време представљало границу између римских и сармијских земаља.
Авари су се доселили у то подручје 567. године нове ере, а Мађари 896. године. Отоманско царство је преузело град 1566. године нове ере, али је до 17. века био у рукама Хабзбурга.
Већница је изграђена око 1660. године, а до данас је остала иако је оштећена током Другог светског рата.
Колера је захватила град у 19. веку и 1843. године. 
Хајдудорог је подељен на седам општина. Историја града представљена је у Завичајном музеју.

## Економија
Главни економски извор у региону је пољопривреда, углавном виногради и пољопривредна делатност која се односи на земљорадњу и сточарство.